# Losarang (plaats)
Losarang is een bestuurslaag in het regentschap Indramayu van de provincie West-Java, Indonesië. Losarang telt 4025 inwoners (volkstelling 2010).